# Szczoteczniczka rudobrzucha
Szczoteczniczka rudobrzucha (Lophuromys sikapusi) – gatunek ssaka z podrodziny sztywniaków (Deomyinae) w obrębie rodziny myszowatych (Muridae), występujący w Afryce Zachodniej i Środkowej.

## Zasięg występowania
Szczoteczniczka rudobrzucha występuje od Gwinei na wschód do Kamerunu, na północ od rzeki Sanaga, w tym w Sierra Leone, Liberii, południowej Ghanie, południowym Wybrzeżu Kości Słoniowej, południowym Togo, południowym Beninie i południowej Nigerii.

## Taksonomia
Gatunek po raz pierwszy zgodnie z zasadami nazewnictwa binominalnego opisał w 1853 roku holenderski zoolog Coenraad Jacob Temminck nadając mu nazwę Mus sikapusi. Holotyp pochodził z Dabracom, na Złotym Wybrzeżu, w Ghanie. 
Rewizja taksonomiczna grupy gatunkowej L. sikapusi wykazała, że L. sikapusi był ograniczony do zachodnio-środkowej Afryki do rzeki Sanaga (Kamerun), a L. ansorgei i L. angolensis zostały uznane za odrębne gatunki; zachodzi potrzba dalszej rewizji kompleksu gatunkowego L. sikapusi. Autorzy Illustrated Checklist of the Mammals of the World uznają ten takson za gatunek monotypowy.

### Etymologia
- Lophuromys: gr. λοφος lophos „grzebień, pióropusz”; ουρα oura „ogon”; μυς mus, μυος muos „mysz”[8].
- sikapusi: etymologia niejasna, Temminck nie podał znaczenia nazwy gatunkowej[2].

## Morfologia
Długość ciała (bez ogona) 110–145 mm, długość ogona 58–75 mm, długość ucha 14–18 mm, długość tylnej stopy 20–25 mm; masa ciała 34–87 g.

## Ekologia
Szczoteczniczka rudobrzucha występuje na gęsto porośniętych terenach trawiastych, polach i opuszczonych farmach, na bagnach i plantacjach. W lasach pierwotnych i wtórnych spotykany tylko na terenach pokrytych trawą i roślinami zielnymi, szczególnie otwartych.

## Populacja
Szczoteczniczka rudobrzucha żyje na rozległym obszarze, w tym prawdopodobnie w kilku obszarach chronionych. Jest uznawany za gatunek najmniejszej troski.